# Palaemonella disalvoi
Palaemonella disalvoi is een garnalensoort uit de familie van de Palaemonidae. De wetenschappelijke naam van de soort is voor het eerst geldig gepubliceerd in 1987 door Fransen.